# Чінголо
Чі́нголо (Peucaea) — рід горобцеподібних птахів родини Passerellidae. Птахи цього роду мешкають в Мексиці, на півдні США та в Центральній Америці.

## Таксономія
Молекулярно-філогенетичне дослідження 2009 року показало, що рід Пінсон (Aimophila) був поліфілітичним. Вісім птахів цього роду були переміщені до відновленого роду Чінголо (Peucaea). Рід Чінголо був виділений в 1839 році франко-американським орнітологом Джоном Одюбоном. Типовим видом, встановленим англійським зоологом Джорджем Робертом Греєм в 1841 році став Fringilla bachmani (нині — підвид соснового чінголо Peucaea aestivalis bachmani). Рід Чінголо найближче споріднений з родом Багновець (Ammodramus).

## Види
Виділяють вісім видів:
- Чінголо рудокрилий (Peucaea carpalis)
- Чінголо рудохвостий (Peucaea sumichrasti)
- Чінголо широкобровий (Peucaea ruficauda)
- Чінголо білогорлий (Peucaea humeralis)
- Чінголо біловусий (Peucaea mystacalis)
- Чінголо блідий (Peucaea botterii)
- Чінголо очеретяний (Peucaea cassinii)
- Чінголо сосновий (Peucaea aestivalis)

## Таксономія
Наукова назва роду Peucaea походить від дав.-гр. πευκη — сосна.